# Gårdtjärnarna (Degerfors socken, Västerbotten, 716436-167986)
Gårdtjärnarna är en sjö i Vindelns kommun i Västerbotten och ingår i Umeälvens huvudavrinningsområde.